# Кэ Пэйин
Кэ Пэйин (кит. 柯佩颖; род. 27 января 2001 года) — китайская голболистка. Бронзовая призёрка летних Паралимпийских игр 2024 года в Париже.

## Биография
В 2023 году в составе женской сборной Китая по голболу стала чемпионкой Азиатских Параигр 2022 в Ханчжоу.
В 2024 году женская сборная Китая приняла участие на летних Паралимпийских играх 2024 в Париже в следующем составе: Чжан Силин, Цао Чжэньхуа, Сюй Мяо, Ван Чунянь, Кэ Пэйин, Ван Чуньхуа. На предварительном этапе команда заняла первое место в группе, обыграв Турцию (7:5), Бразилию (3:1) и Израиль (6:1). В четвертьфинале победили Францию (12:2), в полуфинале проиграли Израилю (1:2). В матче за третье место победили бразильянок со счётом 6:0 и завоевали бронзовые медали Паралимпиады-2024.